# Patrick Sensburg
Patrick Sensburg (Paderborn, 25 de Junho de 1971), é um jurista e político alemão que, desde as eleições de 2009, serve como deputado federal pelo estado de Renânia do Norte-Vestfália.

## Obras publicadas
- Patrick Sensburg: Die großen Juristen des Sauerlandes. 22 Biographien herausragender Rechtsgelehrter F.W. Becker, Arnsberg, 2002,  ISBN 978-3-930264-45-2.